# Náměstí Republiky metróállomás
A Náměstí Republiky egy metróállomás Prágában a prágai B metró vonalán.

## Szomszédos állomások
A metróállomáshoz az alábbi állomások vannak a legközelebb:
- Můstek (Zličín)
- Florenc (Černý Most)

## Átszállási kapcsolatok
| B (Zličín ↔ Černý Most) | |                                                           |
| Állomás                 | Átszállási kapcsolatok                                                                                  | Fontosabb létesítmények                                   |
| Náměstí Republiky       | 207, 905, 911, H1 3, 6, 8, 14, 15, 24, 26, 91, 92, 94, 96 S1 S2 S22 S34 S4 R41 Praha Masarykovo nádraží | Lőportorony, Praha Masarykovo nádraží, Reprezentációs ház |